# Andre Begemann
Andre Begemann (Lemgo, 12 luglio 1984) è un tennista tedesco.
Specialista del doppio, ha vinto 4 tornei del circuito maggiore e si è spinto fino al 36º posto del ranking ATP nel maggio 2015. In singolare ha vinto solo titoli ITF, non è andato oltre il 166º posto mondiale e dal 2017 gioca esclusivamente in doppio. Ha fatto il suo esordio nella squadra tedesca di Coppa Davis nel 2014.

## Carriera
Figlio di un ex calciatore tedesco semi-professionista, Begemann inizia a giocare a tennis all'età di 7 anni. Tra il 2000 e il 2002 disputa solo alcuni tornei nell'ITF Junior Circuit e vince un torneo tedesco in doppio di Grade 5. Si trasferisce negli Stati Uniti per studiare alla Pepperdine University e gioca nella squadra di tennis dell'ateneo tra il 2005 e il 2008. Si mette in luce in singolare e in doppio contribuendo tra l'altro nel 2006 al primo trionfo nel campionato nazionale dei College NCAA nella storia della squadra di tennis di Pepperdine. Riceve diversi riconoscimenti tra cui l'inserimento per due volte tra gli All-America.
Fa il suo esordio nei tornei professionistici nel 2005 e quell'anno si aggiudica il primo titolo ITF in doppio. Impegnato in America, in quegli anni gioca di rado nel circuito e il primo titolo ITF in singolare arriva nel 2008, anno del suo passaggio al professionismo. Nel novembre 2009 disputa e vince la sua prima finale Challenger in doppio, la settimana successiva perde la prima finale Challenger giocata in singolare. Sempre in singolare vince altri tornei ITF, l'ultimo dei quali nel 2011, e quello stesso anno perde anche la seconda e ultima finale Challenger giocata in singolare in carriera.
Dopo aver vinto il 10º torneo Challenger in doppio, vince il primo titolo del circuito maggiore nel 2012 al Vienna Open e l'anno successivo vince il secondo titolo ATP al Düsseldorf Open, entrambi in coppia con Martin Emmrich. Nel 2014 vince i titoli ATP ad Halle e a Gstaad, rispettivamente con Julian Knowle e Robin Haase, e debutta nella squadra tedesca di Coppa Davis perdendo il doppio in occasione della sconfitta per 2-3 subita contro la Francia a Nancy. L'anno successivo gioca il suo secondo e ultimo incontro in Coppa Davis a Francoforte perdendo ancora il doppio contro i francesi, che eliminano i tedeschi imponendosi nuovamente per 3-2.
Negli anni che seguono gioca e perde altre finali ATP in doppio, mentre continua a raccogliere successi nel circuito Challenger. In singolare non riesce mai a superare le qualificazioni per i tornei del circuito maggiore e nel 2017 disputa il suo ultimo incontro del circuito in questa specialità. Si prende una pausa di 20 mesi dal tennis professionistico tra l'ottobre 2021 e il giugno 2023, e al suo ritorno nel circuito riprende a collezionare successi nel circuito Challenger all'età di 39 anni.

## Statistiche

### Doppio

#### Vittorie (4)
| Legenda doppio       |
| Grande Slam (0)      |
| ATP Finals (0)       |
| ATP Masters 1000 (0) |
| ATP Tour 500 (0)     |
| ATP Tour 250 (4)     |

| Nº | Data            | Torneo                      | Superficie  | Compagno       | Avversari in finale              | Punteggio         |
| 1. | 21 ottobre 2012 | Vienna Open, Vienna         | Cemento     | Martin Emmrich | Julian Knowle Filip Polášek      | 6–4, 3–6, [10–4]  |
| 2. | 25 maggio 2013  | Düsseldorf Open, Düsseldorf | Terra rossa | Martin Emmrich | Treat Conrad Huey Dominic Inglot | 7–5, 6–2          |
| 3. | 15 giugno 2014  | Halle Open, Halle           | Erba        | Julian Knowle  | Marco Chiudinelli Roger Federer  | 1–6, 7–5, [12–10] |
| 4. | 27 luglio 2014  | Swiss Open, Gstaad          | Terra rossa | Robin Haase    | Rameez Junaid Michal Mertiňák    | 6–3, 6–4          |

#### Finali perse (7)
| Legenda              |
| Grande Slam (0)      |
| ATP Finals (0)       |
| ATP Masters 1000 (0) |
| ATP Tour 500 (0)     |
| ATP Tour 250 (7)     |

| Nº | Data              | Torneo                                       | Superficie  | Compagno        | Avversari in finale                   | Punteggio           |
| 1. | 6 gennaio 2013    | Chennai Open, Chennai                        | Cemento     | Martin Emmrich  | Benoît Paire Stan Wawrinka            | 2–6, 1–6            |
| 2. | 22 giugno 2013    | Rosmalen Open, 's-Hertogenbosch              | Erba        | Martin Emmrich  | Maks Mirny Horia Tecău                | 3–6, 6(4)–7         |
| 3. | 19 ottobre 2014   | Vienna Open, Vienna                          | Cemento (i) | Julian Knowle   | Jürgen Melzer Philipp Petzschner      | 6(6)–7, 6–4, [7–10] |
| 4. | 27 agosto 2016    | Winston-Salem Open, Winston-Salem            | Cemento     | Leander Paes    | Guillermo García López Henri Kontinen | 6–4, 6(6)–7, [8–10] |
| 5. | 25 settembre 2016 | St. Petersburg Open, San Pietroburgo         | Cemento (i) | Leander Paes    | Dominic Inglot Henri Kontinen         | 6–4, 3–6, [10–12]   |
| 6. | 14 aprile 2018    | U.S. Men's Clay Court Championships, Houston | Terra rossa | Antonio Šančić  | Maks Mirny Philipp Oswald             | 7–6(2), 4–6, [9–11] |
| 7. | 18 luglio 2021    | Swedish Open, Båstad                         | Terra rossa | Albano Olivetti | David Pel Sander Arends               | 4–6, 2–6            |